# Delitti contro l'onore
I delitti contro l'onore, nel diritto penale italiano, sono un gruppo di reati classificati dal codice penale italiano.
Sono previsti nel libro secondo, al capo secondo del dodicesimo titolo (artt. 594-599), e hanno la comune caratteristica di offendere il valore sociale della persona offesa.

## Analisi
Secondo Francesco Antolisei, l'offesa all'onore consiste nel l'aggressione al «complesso delle condizioni da cui dipende il valore sociale della persona», individuabili nelle rispettive doti morali, intellettuali, fisiche o comunque capaci di costituire un «pregio dell'individuo nell'ambiente in cui vive», cioè la reputazione.
Vi è tuttavia, secondo la Corte di cassazione, l'esigenza di considerare la reputazione secondo criteri di oggettiva rilevanza effettivamente riscontrati nell'opinione sociale: «La reputazione non si identifica con la considerazione che ciascuno ha di sé o con il semplice amor proprio, ma con il senso della dignità professionale in conformità all'opinione del gruppo sociale, secondo il particolare contesto storico. Non costituiscono, pertanto, offesa alla reputazione le sconvenienze, l'infrazione alla suscettibilità o alla gelosa riservatezza».
Nelle legislazioni in cui è contemplato, l'onore, cioè la reputazione sociale, è riconosciuto come un valore socialmente rilevante. 
Coloro che perdono l'onore vanno incontro a forme di ostracismo: non vengono più trattati con rispetto e dignità, i conoscenti possono togliere loro il saluto, i commercianti possono smettere di vendere loro le merci ecc.

## I reati contro l'onore
I due reati capaci di questa aggressione sono l'ingiuria e la diffamazione, la cui sostanziale differenza è che l'offesa sia arrecata o meno al cospetto della vittima. La diffamazione perpetrata col mezzo della stampa è prevista da un articolo apposito, il 596bis.
Per questi reati la legge penale italiana, Art 596 C.P., esclude la possibilità di eccepire a scriminante la verità di quanto attribuito alla persona offesa, la cosiddetta exceptio veritatis, salvo alcuni casi ben determinati; è tuttavia possibile, quando l'offesa consista nell'attribuzione di un fatto determinato, che offeso ed offensore possano concordare prima del giudicato di deferire ad un giurì d'onore l'accertamento della verità del fatto medesimo.
L'azione a tutela del proprio onore è prevista dall'art. 597 C.P.

## Delitti contro l'onore e delitto d'onore
Mentre i delitti contro l'onore raggruppano tutele penalistiche accordate nell'ottica dei soggetti passivi del reato, il cosiddetto delitto d'onore era invece un tipo di reato per il quale si proponeva o si ammetteva, nella considerazione dell'elemento soggettivo del reato, l'intento di salvaguardare un più o meno validamente rivendicato ristoro dell'onore in genere familiare o matrimoniale che si riteneva violato. La relativa normativa  è stata abrogata alcuni decenni addietro.